# Raúl García de Mateos
Raúl García de Mateos Rubio (* 5. Juli 1982) ist ein spanischer Radrennfahrer.
Raúl García begann seine internationale Karriere 2005 bei dem spanischen Professional Continental Team Relax Fuenlabrada, für das er die Vuelta a España 2006 und 2007 als 51. und 99. beendete. Danach war er für kleinere Mannschaften aktiv.

## Teams
- 2005 Relax Fuenlabrada
- 2006 Relax-GAM
- 2007 Relax-GAM
- 2009 Andorra-Grandvalira
- 2013 Louletano-Dunas Douradas (ab 01.08.)
- 2014 Louletano-Dunas Douradas
- 2017 Louletano-Hospital de Loulé